# アーサー・ブラウン
アーサー・ブラウン（Arthur Brown、1942年6月24日 - ）は、華やかで大仰なパフォーマンスと力強く幅広いオペラボイスで知られるイングランドのロック・シンガー兼ソングライター。1960年代末からクレイジー・ワールド・オブ・アーサー・ブラウン、キングダム・カムなどのバンドでリード・シンガーを務め、さらにソロとして活動を続けた。長年に渡って、そのボーカル・スタイルと狂気じみたステージ上のペルソナとコンセプトで、幅広いミュージシャンに大きな影響を与えてきた。

## 概要
ブラウンはショック・ロックとプログレッシブ・ロックのパイオニアであると考えられており、ヘヴィメタル音楽にも影響を与えている。彼は最も注目すべきクレイジー・ワールド・オブ・アーサー・ブラウン、キングダム・カムをはじめ、幾つかのグループのリード・シンガーを務めた。さらにソロ・シンガーとして活動を続け、ホークウィンド、ザ・フー、ジミ・ヘンドリックス、クラウス・シュルツェ、フランク・ザッパとの関係を続けた。
彼は1968年にクレイジー・ワールド・オブ・アーサー・ブラウン名義で発表したシングル「ファイアー」（Fire）で最もよく知られている。このシングルは、イギリスとカナダのシングル・チャートで1位、アメリカのビルボード100で2位に達した。この曲が収録されたアルバム『クレイジー・ワールド・オブ・アーサー・ブラウン』はイギリスとアメリカのチャートでそれぞれ最高位2位と7位を記録した。
キングダム・カムのアルバム『ジャーニー』（1973年）は「振り返ってみるとドラムマシンを使用した最初のロックレコードの1つとして最もよく知られていたが、1973年にはまだ全く目新しかった」。
シングル「ファイアー」の成功の後、マスコミはブラウンが曲の冒頭で叫んだ一節を参照して、彼をしばしば「The God of Hellfire（地獄の炎の神）」と呼んでいる。

## 来歴
ブラウンは両親がゲストハウスを経営していたウィットビーで生まれた。ヨークシャー州リーズのRoundhay Grammar Schoolに通った後、ロンドン大学とレディング大学に通って哲学と法学を学んだが代わりに音楽に興味を持ち、レディングにいる間に彼の最初のバンド、Blues and Brownを結成。ロンドンで数々のバンドを続けた後、ブラウンはその後1966年にパリに移り、そこで彼は演劇のスキルに取り組んだ。この期間中、彼はエミール・ゾラの小説ラ・キュリーのロジャー・バディム映画のために2曲をレコーディングした。1966年から1967年にかけてロンドンに戻った彼は、ロンドンを拠点とするR&B/soul/skaグループRamong Soundの一時的なメンバーであり、間もなく大ヒットのソウルグループThe Foundationsとなる。

### クレイジー・ワールド・オブ・アーサー・ブラウン
Foundationsがパイ・レコードと契約を結ぶまでに、ブラウンはグループを離れて自分のバンドであるクレイジー・ワールド・オブ・アーサー・ブラウンを結成した。バンドはヴィンセント・クレイン（ハモンドオルガンとピアノ）、ドレイチェン・シーカー（ドラム）、ニコラス・グリーンウッド（ベース）という構成だった。ブラウンは、1967年のウィンザーフェスティバルでの初登場時にメタノールに浸した頭蓋骨をかぶっていたときのように、燃える金属製のヘルメットの使用を含む異例の公演ですぐに評判を得まる。偶然に彼の頭の上に注がれた燃料は発火した。傍観者はブラウンの頭にビールを注ぐことで炎を消し、重傷を防いだ。燃えるような頭はアーサーブラウンの象徴となった。時には1970年7月にイタリアのシチリアで開催されたパレルモポップ70フェスティバルでも演奏中に全裸になり、そこで逮捕され、国外追放された。彼はまたステージで施していた極端なメイクアップで注目された。それは後にアリス・クーパーやキッスのステージに反映されることになる。また彼は、強力なオペラ調のバリトンと高いピッチのスクリームで有名だった。
1968年6月に発表されたデビュー・アルバム『クレイジー・ワールド・オブ・アーサー・ブラウン』は大西洋の両側でヒットとなった。このアルバムはプロデューサーとしてザ・フーのマネージャーであるキット・ランバート、アソシエイト・プロデューサーとしてザ・フーのギタリストのピート・タウンゼントが参加して制作され、ランバートがザ・フーのもう一人のマネージャーだったクリス・スタンプと共に設立したトラック・レコードから発表された。アルバムは、同様に驚くべきヒット・シングル「ファイアー」を生み出したほか、ブラウンと同じような奇妙なショーマンだったスクリーミン・ジェイ・ホーキンスによる「I Put a Spell on You」を含んでいた。「ファイアー」は100万部以上を売り上げてゴールドディスクを授与され、それ以来、オープニングの一節「私はヘルファイアの神だ」は、プロディジーが1992年に発表して絶賛された「Fire」をはじめ、他の多くの場所でサンプリングされてきた。
1960年代後半、ブラウンの人気が高まったので、クレイジー・ワールド・オブ・アーサー・ブラウンはザ・フー、ジミ・ヘンドリックス、Mother of Implementation、ドアーズ、スモール・フェイセス、ジョー・コッカーなどとツアーした。1969年の第2回目のアメリカ・ツアーを控えた1968年、ドラマーのシーカーが飛行恐怖症のためカール・パーマーと交代、キーボーディストのヴィンセント・クレインも去った。クレインはすぐに復帰するが、結局1969年6月にアトミック・ルースターを形成するためにパーマーと共に去り、クレイジー・ワールド・オブ・アーサー・ブラウンの終わりを綴った。

### キングダム・カム
ブラウンは「Fire」ほど商業的に成功したレコーディングを発表することは二度となかった。1970年初頭に新しいバンドのキングダム・カムと共に3枚のアルバムをリリースする前、彼はStrangelands、Puddletown Express, そして (簡潔に) キャプテン・ビーフハートの影響を受けたRustic Hingeと呼ばれるプロジェクトで様々なミュージシャンのグループと仕事をした。
キングダム・カムの3枚のアルバムはそれぞれ独特の個性を持っている。1枚目は、動物園に住み、宇宙的、宗教的、そして商業的な力によって支配されているという、非常に複雑なコンセプトアルバム。2枚目は、４年前にブラウンがクレイジー・ワールド・オブ・アーサー・ブラウンのセカンド・アルバムの主題になるだろうと宣言していた水のテーマに関するもの。それは音楽的に最初のものより慣れ親しんでいて、とても軽く、にもかかわらずもとより奇妙だった。ウェールズのRockfield Studiosでレコーディングされた3枚目のアルバム、『ジャーニー（1973）』は、スペースロックのアルバムで、ブラウンが初期のドラムマシンを演奏し、それによって一連のドラマーを置き換えた。
バンドはまた1972年9月25日のジョン・ピールBBCラジオ１ショーのためのライブピールセッションで3曲を録音した。AllmusicのRichie Unterbergerは、このアルバムは「振り返ってみるとドラムマシンを使用した最初のロックレコードの１つとして最もよく知られており、1973年にはまだまったく目新しかった」と述べた。ブラウンは思い出した「アルバム全体はドラムマシーンをベースにしているので、このテクノロジーを使って探求したいアイデアがたくさんありました」。彼らが使用したドラムマシンはイギリスのFR-1のBentley Rhythm Aceだった。
３枚のアルバムすべてのための舞台演技は、時々物議を醸していた特殊効果、劇的な衣装とカラフルな演劇のワイルドミックスを特色にした。ブラウンは、キングダム・カムを結成した時、マルチメディア体験を創り出すことが意図であり、バンドは常にその方針に従っていると宣言した。コンセプト、音楽そして演劇は大学サーキットで非常に人気があったが、主流のオーディエンスにとってあまりにも邪魔にならないことが証明された。このバンドは、イギリスのサマセットで開催された1971年のグラストンベリーフェスティバルに出演し、映画館で上映されていたグラストンベリーフェイア映画に登場した。

### その後のキャリア
後年、ブラウンはいくつかのソロ・アルバムをリリースした。 1975年には映画『トミー』にThe Priestとして出演した。その年の後半、彼はアラン・パーソンズ・プロジェクトによるエドガー・アラン・ポーに基づいたコンセプト・アルバム『怪奇と幻想の物語 - エドガー・アラン・ポーの世界』の「The Tell-Tale Heart」にボーカルを提供した。
1979年と1980年に、彼はドイツのエレクトロニックミュージシャンKlaus Schulzeとコラボレーションし、アルバムDune、... Live ...、そしてTime Actorで聞くことができる。
1980年代、ブラウンは妻の出身地であるテキサス州オースティンに引っ越し、カウンセリングの修士号を取得。
1987年1月17日に、ブラウンはテレビ番組ソリッドゴールドの「フラッシュバック」セグメントで「Fire」を公演した。ザ・マザーズ・オブ・インヴェンションの元ドラマーだったジミー・カール・ブラックと一緒に、何年もの間画家や大工にもなり、彼と一緒にアルバムBrown、Black & Blue（1988）を発表した。1992年、ブラウンとその相棒のカウンセラーJim MaxwellがHealing Songs Therapyを設立。このサービスは、ブラウンで最高潮に達し、各クライアントのために感情的な問題についての歌を作った。
ブラウンは1996年にイングランドに戻った。1997年、彼はドイツのバンドDie Kruppsと共に "Fire"をレコーディングし、1998年にはWilliam Blakeの3つの詩の一部を読んでBruce DickinsonのThe Chemical Weddingアルバムで口頭でのパフォーマンスを提供し、「Killing Floor」のDickinsonのミュージックビデオにサタンとして登場。彼はAbbey Road Studiosで、プリティ・シングスのアルバムS. F. Sorrow（1998）のライブ・パフォーマンスのナレーターを務めた。
彼はまた、1999年に何度かクーラ・シェイカーのトラック 『Mystical Machine Gun』に参加してテレビに出演。
彼がアコースティックバンドを結成し、1999年にティムローズとツアーに行ったとき、音楽の方向性のさらなる変化が起こる。その後、このバンドはスタン・アドラー（チェロとベース）とマルコム・モルティモア （パーカッション）を加え、アルバム『Tantric Lover（2000）』をプロデュースした。
しかし、そのラインナップは続かず、ブラウンはギタリストのリック・パテンとマルチインストゥルメンタリストNick Pynnと共に新しいバンドをまとめた。
2002年に、ブラウンは彼のドリームランドツアーでロバート・プラントを支援するよう頼まれた。今ではPattenはギタリストChris Bryantに置き換えられた。ブラウンは今、もう少しメディアの露出を得ていた。彼のバンドは、Giant Pocket Orchestra、およびInstant Flightとも呼ばれてた。その真ん中で、2003年に、ブラウンは、Jan PhilipsとBig CountryのMark BrzezickiとのアルバムであるVampire Suite（2003）を、Ian GrantのTrack Recordsからリリースした。またこの頃、ブラウンのバックカタログはSanctuary Recordsによって再リリースされた。
ブラウンは2005年にキングダム・カムのアルバム『銀河動物園白書』からのアンサンブルで、キングダム・カム（デ・フィッシャーを除く）の生き残ったメンバーをロンドンのアストリアでの一回限りのコンサートで再会させた。彼のショーは、ブラウンがロンドンのカフェ・ド・パリで開催されたクラシックロックロールオブオナー賞授賞式で賞を受賞したブラウンと共に、クラシックロック誌から「ショーマンオブザイヤー」賞を受賞した。2007年、ブラウンとPynnはCote Basqueのレコードレーベルから『Voice of Love』をリリースし、オリジナルのレコーディングを多数収録した。
2007年8月、イングランド、イーストサセックス州のルイスでのコンサートの間、ブラウンは再び自分の髪に火をつけた。炎を消そうとしている間に、バンドのメンバーであるPhil Rhodesも火事を起こした。火が消えた後もブラウンは続けた。しかし彼は数個の髪の毛を失った。彼はザ・ダークネスの曲「Is It Just Me？」のビデオに司祭として登場した。2009年、ブラウンのバックカタログのロールアウト再リリースがCherry Red Recordsの子会社Lemon Recordingsによって開始され、2010年から姉妹レーベルEsoteric Recordingsで続けられた。
2010年に、ブラウンはGladeのGlastonbury祭でセットを演奏した。69歳の誕生日の前の2011年6月10日、彼はロンドンのクイーンエリザベスホールで開催されたレイ・デイヴィス・メルトダウン・フェスティバルでZ-Starを招待してデュエットを行った。週間後、再びロンドンで、彼はHigh Voltage Festivalを演じた。ギグはHigh Voltageでのクレイジー・ワールド・オブ・アーサー・ブラウンのライブとして記録され、（ビニールのみで）リリースされた。2012年、ブラウンとリック・パテンは、Matt Howarthによる同じタイトルの漫画と一緒に『The Magic Hat』をリリース。燃えるようなヘルメットによって促進される好奇心溢れる、クロス次元の冒険。2013年、PledgeMusicでの誓約キャンペーンが成功した結果、ブラウンは自身のLewesで記録したコスモスを基にしたアルバム "Zim Zam Zim"をリリースした。2017年7月2日クレイジー・ワールド・オブ・アーサー・ブラウンがRoyal Albert HallのElgar Roomで開催された。
2019年4月2日、ブラウンがカール・パーマーのELP Legacyに "The Royal Affair Tour"のゲストヴォーカリストとして加わることが発表された。

## 影響
ブラウンの商業的な成功は限られており、「ファイアー」のように成功したレコードを再び発表することは二度となかったが、アリス・クーパー、デヴィッド・ボウイ、ピーター・ガブリエル、マリリン・マンソン、ジョージ・クリントン、キッス、キング・ダイアモンド、ジューダスプリーストのロブ・ハルフォード、アイアン・メイデンのブルース・ディッキンソンなどに大きな影響を与えてきた。そして彼の歌はオジー・オズボーン、プロディジー、マリリン・マンソン、そしてザ・フーを含む幅広いアーティストによってカバーまたはサンプリングされている。
ブラウンの声、特に高いバンシーの叫び声は、後の多くのヘヴィメタルの歌手のバンジーの叫び声、そして顔のメイク、特に彼の白黒のフェイスペイント（コープス・ペイント）のような演劇のコンセプトと舞台の存在の先駆けになった。ブードゥー教の踊り、そして燃えるようなヘルメットは、ショック・ロックとプログレッシブ・ロックになることであることの多くを開拓した。
キングダム・カムの3作目にして最後のアルバム『ジャーニー』（1973）は、ドラムマシンをフィーチャーした最初のロック・アルバムの1つであることは注目に値する。

## ホークウィンド関連
ブラウンはホークウィンドといくつかの関連を持っている。 1973年、彼はロバート・カルバートのアルバム『Captain Lockheed』とStarfightersの他の多数のホークウィンドメンバーと共に演奏者の一人だった。
2001年と2002年に、ブラウンはホークウィンドのライブコンサートで何度かゲスト出演し、その後ゲストボーカリストとして彼らとツアーをした。 2002年12月のツアーで、ホークウィンドは、ブラウンがCaptain LockheedとStarfightersで歌った 『Song of the Gremlin』と一緒に、キングダム・カム時代のブラウンの曲をいくつか演奏した。これは『Hawkwind DVD Out of the Shadows』に記録されている。ブラウンはまた、2005年にリリースされたホークウィンドのスタジオアルバム『Take Me to Your Leader』の2つのトラックでボーカルを提供した。その１つは、ブラウンがロバート・カルバートとの会話を思い出す「ロバートへの手紙」という言葉だった。
ブラウンは、ホークウィンドとの関係を続け、2009年にイギリスで開催された40周年記念ツアーで彼らを支援するためのツアーを開催した。
2018年、ブラウンはホークウィンドの英国ツアーの最初の5日間のゲストヴォーカリストだった。

## ディスコグラフィ

### シングル
- 1965: "You'll Be Mine" (The Diamonds) b/w "You Don't Know" (Arthur Brown with The Diamonds) (Reading Rag Record LYN 770/771 UK)
- 1967: "Devil's Grip" b/w "Give Him a Flower" (The Crazy World of Arthur Brown) (Track Records 604008 UK)
- 1968: "Fire" b/w "Rest Cure" (The Crazy World of Arthur Brown) (Track 604022 UK), (Atlantic Records 2556 US), (Polydor 541012 Can)
- 1968: "Nightmare" b/w "Music Man" (aka "What's Happening") (The Crazy World of Arthur Brown) (Track 604026 UK)
- 1968: "I Put a Spell on You" b/w "Nightmare" (The Crazy World of Arthur Brown) (Track 2582 US)
- 1970: "Green Mello Hill" b/w "I Could Have Loved Her" (Kingdom Come) (Action Records 2102 003 Europe)
- 1971: "Eternal Messenger" b/w "I.D. Side to be B Side the C Side" (Kingdom Come) (Polydor Records 2001 234 UK)
- 1973: "Spirit of Joy" b/w "Come Alive" (Polydor 2001 416 UK)
- 1974: "Gypsies" b/w "Dance" (Gull Records GULS 4 UK)
- 1975: "We've Gotta Get Out of This Place" b/w "Here I Am" (Gull GULS 13 UK)

### スタジオ・アルバム
- 1968 - クレイジー・ワールド・オブ・アーサー・ブラウン (by the Crazy World of Arthur Brown)
- 1971 - 銀河動物園白書 (by Kingdom Come)
- 1972 - キングダム・カム (by Kingdom Come)
- 1973 - ジャーニー (by Kingdom Come)
- 1975 - Dance
- 1977 - Chisholm in My Bosom
- 1979 - Faster Than the Speed of Light (with Vincent Crane)
- 1981 - Speak No Tech (re-released by Craig Leon in 1984 as The Complete Tapes of Atoya)
- 1982 - Requiem
- 1988 - Brown, Black & Blue (with Jimmy Carl Black)
- 1989 - Strangelands (recorded in 1969) (by the Crazy World of Arthur Brown)
- 2000 - Tantric Lover (by the Crazy World of Arthur Brown)
- 2003 - Vampire Suite (by the Crazy World of Arthur Brown)
- 2007 - The Voice of Love (by the Amazing World of Arthur Brown)
- 2012 - The Magic Hat (with Rick Patten; limited edition of 200; an accompanying comic of The Magic Hat by Matt Howarth is also available)
- 2013 - Zim Zam Zim (released as the result of a successful pledge campaign) (by the Crazy World of Arthur Brown)
- 2019 - Gypsy Voodoo (by the Crazy World of Arthur Brown)
- 2022 - Long Long Road (with Rik Patten)
- 2022 - Monster's Ball

### ライブ・アルバム
- 1993 - Order From Chaos (by the Crazy World of Arthur Brown)
- 1994 - Jam (recorded in 1970) (by Kingdom Come)
- 2002 - The Legboot Album - Arthur Brown on Tour
- 2011 - The Crazy World of Arthur Brown Live at High Voltage (vinyl only release, limited edition of 1000)

### コンピレーション・アルバム
- 1976 - Lost Ears (by Kingdom Come)
- 2003 - Fire - The Story of Arthur Brown

### サウンドトラックへの参加
- 1966 - The Game Is Over (two songs)

### その他の参加
- 1965 - You'll Be Mine / You Don't Know Reading University Rag Record w. The Diamonds
- 1976 - Tales of Mystery and Imagination (the Alan Parsons Project)
- 1979 - Dune (Klaus Schulze)
- 1979 - Time Actor (Richard Wahnfried)
- 1980 - ...Live... (Klaus Schulze)
- 1998 - The Chemical Wedding (Bruce Dickinson)
- 1999 - Resurrection (the Pretty Things)
- 2000 - Curly's Airships (Judge Smith)
- 2007 - Fifteen Years After (All Living Fear)
- 2013 - Friends for a Livetime (the Hamburg Blues Band)
- 2014 - Journey In Time (Victor Peraino's Kingdom Come)